# Turó de la Mola Mora
El Turó de la Mola Mora és una muntanya de 1.058,8 metres del terme municipal de Conca de Dalt, a l'antic terme de Toralla i Serradell, del Pallars Jussà, en terres del poble de Toralla.
Està situat a la Serra de Sant Salvador, al vessant nord, al límit de migdia de la vall del riu de Serradell. És a llevant de l'Arreposador, a ponent i a prop del poble de Toralla. És l'extrem nord-oest del Serrat de l'Arnal, al nord de los Feixancs.